# Revue de l'ACILECE
La Revue de l'ACILECE est une revue littéraire trimestrielle, qui parut de 1962 à 1983, associant à des critiques professionnelles d'ouvrages conçus dans une perspective pédagogique, des poèmes et des nouvelles écrits par des enseignants.
ACILECE est l'acronyme d'Association corporative intersyndicale de librairie et d'édition du corps enseignant. Cette association, qui était une librairie coopérative, voulait faire connaître et diffuser les ouvrages de ses adhérents.

## Histoire
Naissance
Le premier numéro parut en octobre 1962. Il contenait entre autres un éditorial de Charles-Henri Sieffert, un inédit de Maurice Fombeure, une note de lecture sur le Saint Néron de Jean-Charles Pichon, une notice bio-bibliographique et critique de René Lalou par Jacques Arnold.
Vie
Son comité de lecture fut présidé par Maurice Fombeure de 1962 à janvier 1981, puis par Jacques Arnold de mars 1981 à septembre 1983. Il a compris, parmi ses membres, Jean-Pierre Desthuilliers, Georges Friedenkraft et Daniel Sauvalle, qui, avec Jacques Arnold, allaient fonder ensuite, la revue poétique Jointure.
Les cent numéros parus – il y eut un hors-série – représentent environ 3 000 pages de critiques de livres pédagogiques, de recensions d'ouvrages poétiques et de poèmes inédits.
Disparition
Le dernier numéro, no 99, qui était également le numéro 00 de Jointure, fut publié en septembre 1983, soit après 21 ans de parution régulière.

## Auteurs publiés
Au sommaire des sept premiers numéros figurent :
- des inédits de Maurice Fombeure, Pierre Menanteau, Armand Lanoux, Serge Brindeau ;
- des lectures critiques à propos d'Armand Lanoux, de Jean Bancal, d'Han Ryner, de Samuel Beckett, de Marc Alyn, de Pierre Béarn et de Fernando Arrabal.